# الطفل المدفون
الطفل المدفون هي مسرحية كتبها سام شيبارد وقد عرضت لأول مرة في عام 1978. كما فازت بجائزة بوليتزر للدراما وأهّلت شيبارد للشهرة الوطنية ككاتب مسرحي. مسرحية الطفل المدفون عبارة عن تصوير شتات كيان الأسرة الأمريكية في سياق مملوء بخيبة الأمل والإحباط تجاه الأحلام والخيالات الأمريكية، وكذلك تصور المسرحية الانهيار المتباطئ للاقتصاد الأمريكي عام 1970، وتفكك الهيكل الأسري والقيم الأسرية التقليدية.

## الشخصيات
- دودج: سبعيني
- هالي زوجة دودج: في أواسط الستينات
- تيلدن- ابنهم الأكبر: في أواخر الأربعينات
- برادلي- ابنهم الثاني ذو الساق المبتورة: في أوائل الأربعينات
- فينس: بن تيلدن: قرابة الاثنين والعشرين من العمر
- شيلي: خليلة فينس
- الأب دويس - قسيس بروتستانتي: ستيني

## ملخص الحبكة

### الفصل الأول
- يبدأ المشهد في بيت ريفي قديم ضمن حقل جاف في إيلينوي، ويبدأ الفصل بتقديم الشخصيتين دودج وهالي وهما يتحادثان مع بعضهما حول أحداث من ماضيهما. ولا تظهر هالي في المشهد أثناء حديثها بصوت مرتفع من الطابق العلوي، بينما يجلس دودج على الكنبة في الطابق السفلي. وعادة ما يشرب بالخفاء من قنينة مخبأة في الأريكة مما يثبت أنه مدمن خمر. يتحدث دودج وهالي حول ابنهما آنسل (الابن الذي لم يُر في هذه المسرحية) والذي قُتلقبل بضعة أعوام (حسب زعمه )من قبل زوجته الكاثوليكية والمريضة نفسياً في ليلة زواجهما. كما تحدثا عن ابنهما الآخر برادلي مبتور الساق والذي جاء فجأة وقص شعر دودج الذي كان مرتدٍ لقبعة بيسبول أثناء نومه درءاً لمثل هذا الأمر. تغادر هالي للكنيسة مرتيدة ملابس العزاء وتوصي ابنها الثالث تيلدن ليعتني بدودج. يدخل تيلدن المشهد ومحصول الذرة يملأ يديه زاعماً أنه زرعه في حقلهم. دودج يصر على أن شيئاً لم ينبت في أرضهم منذ العاصفة الرملية متهماً تيلدن بسرقة المحصول من أحد الجيران. بعدها يبدأ دودج وتيلدن بالحديث حول ماضي الأخير ومعاناته في نيو مكسيكو وكيف أخفق بعد مغادرة منزل العائلة بحثاً عن حياة جديدة، حين اضطر للهرب بعد هذه الحادثة. يجلس تيلدن ويقشر الذرة في دلو بطريقة يبدو فيها مضطرباً نفسيا، في حين يغط دودج في نوم عميق بعد نهاية محادثتهما. يأخذ تيلدن كومة قشور الذرة ويشكل بها لحافاً يغطي به دودج ويتجه للخارج واقفاً تحت المطر. يدخل برادلي بعد برهة ليحلق رأس دودج أثناء نومه.

### الفصل الثاني
- يبدأ الفصل بتقديم فينس وشيلي. يتجه فينس لمقابلة والده تيلدن في نيو مكسيكو ولكنه يقرر الوقوف أثناء رحلته في منزل جدّيه ومعه شيلي التي ذهبت على غير دعوة. تفاجأ فينس عندما دخل المنزل أن جده دودج لا يتذكره مطلقاً. أيقنت شيلي بعدها أنهم دخلوا المنزل الخطأ وحاولت إقناعه ليغادر ولكنه لم يبرح مكانه. يدخل تيلدن الغرفة ومعه حزمة من الجزر غير آبه بشيلي وفينس. يحاول فينس جذب انتباه تيلدن ولكن الأخير لم يتذكره. يحاول فينس بشتى الطرق ليذكر تيلدن ودودج في حين تساعد شيلي تيلدن في حمل الجزر. يقترح دودج بعدها على فينس ليذهب ويشرب معه الخمر فوافق. بعدما غادرا بدأت شيلي بسؤال تيلدن حول فينس ولكنه أصر على أنه لا يتذكره ولكنه يبدو مألوفاً له. ثم بدأ تيلدن يتحدث عن الابن غير الشرعي الذي أنجبه من أمه (هالي) والذي قتله دودج ودفنه في الفناء الخلفي للمنزل. يدخل برادلي مجدداً المشهد ويبدأ بالتحرش بشيلي بإدخال يده في فمها، ثم يمسك بعدها بمعطف فراء ويغطي به دودج ويفقده الوعي.

### الفصل الثالث
- يبدأ المشهد بدودج الذي افترض أن فينس هرب تاركاً شيلي. كما أخبر شيلي ألا تخاف من برادلي الذي لا يملك غير ساق واحدة. وبعد مضي قليل من الوقت، تدخل هالي المنزل مع الأب دويس الذي ذكرنا آنفاً علاقته بها. تتنبه هالي إلى دودج وبرادلي وهما مستلقيان على الكنبة بلا استحياء من الأب دويس ويبتسمان له. تبدأ هالي بعدها نوبة أخرى من الصراخ على دودج وبرادلي متبادلين بضع كلمات إلى أن تدخلت شيلي. وبخيبة أمل، أمسكت شيلي بساق برادلي الخشبية ولوحت بها تجاه بقية أفراد الأسرة معبرة عن غضبها منهم ومن فينس. ثم بدأ الأب دويس بمحاولة تهدئتها وإعادة الساق الخشبية على المنضدة. بعد قليل، يعود فينس ثملاً يلقي بزجاجات البيرة في المنزل. تمسك بعدها بشبك الباب مؤكدأ على أنه باقٍ مع أسرته في بيت مزرعتهم. يتذكر هالي ودوجح فينس أخيراً ويعطيه دودج ملكية البيت والحقل وحينها يقرر فينس البقاء على عكس ما كانت تحاول شيلي التي يأست منه وغادرت المنزل. يمسك فينس الساق الخشبية ويلقيها خارج المنزل فيزحف برادلي وراءها. أما الأب دويس فيغادر المنزل وتتجه هالي إلى غرفتها في الطابق الثاني. تنتهي المسرحية بفينس الذي أدرك أن دودج قد مات ليضع على جثمانه لحافاً ووردة. تبدأ بعدها هالي بالصراخ بأن الذرة قد نبتت في الحقل الخلفي للمنزل في حين يجلس فينس على الكنبة بلا حراك. وفي آخر مشهد، يحوم تيلدن في المكان وبين يديه جثمان طفل.

## المضمون والأفكار الرئيسية

### خيبة الأمل والإحباط تجاه الأحلام والخيالات الأمريكية
- شخصية آنسل: هو الابن الذي اعتبرته هالي بطل أمريكا كلها بغض النظر عن موته لظروف غامضة في نُزُل رخيص. كانت تتخيل هالي أن يصبح بطلاً لكل الأمريكان، ونجم كرة السلة، مما يعكس الأمل الأمريكي لدى الشباب. ومع ذلك فإن موته وما تلاه من استنكار شديد يعكس خيبة الأمل والإحباط الذي عانى منه كثير من الناس عندما أدركوا حقيقة الحال في أمريكا.
- فشل كلا الابنان (تيلدن وبرادلي) في تحقيق توقعات والديهما فيهما، فقد توقعا فيهما الاهتمام بالحقل أو على الأقل الاهتمام بهما في كبرهما، وبالتالي تتحقق الأسطورة الأمريكية في أن يخلف الجيل الجديد الجيل السابق. وعلى كل حال، فإن كلا الابنين عاجزين، تيلدن عاجز معنوياً، أما برادلي فحسياً. وكلاهما عاجزان عن العناية بوالديهما وبالتالي عن تحقيق الحلم الأمريكي.
- شعر دودج بفشله من ناحية حقله وعائلته. فقد فشل في تنمية الحقل ولم يزرع أي نوع من المحاصيل أبداً لما يربو عن 30 عاماً. شعر دودج بأنه لم يعش حياته كما تحلم كل عائلة أمريكية نموذجية. كما تعرض المسرحية دائماً شخصية الأب وهو جالس لا يفعل شيئاً ومصاب باكتئاب شديد.
- شخصية شيلي استخدمت في المسرحية لتعكس للجمهور ما يجب أن تكون عليه العائلة النموذجية. أما امتعاضها مما توقعت ومما رأت في الواقع فيعكس للجمهور ما يجب أن يكون عليه الحلم الأمريكي.

### الانهيار الاقتصادي عام 1970
- المنزل بحد ذاته في حالة تدهور تعكس فقر المزارع الأمريكية.
- لم يتم زرع أي محصول في الحقول.

### تفكك الهيكل الأسري والقيم الأسرية التقليدية
- دودج (رب الأسرة غير الفعال) من المفترض أن يكون عائل الأسرة ومربيها. وبدلاً من ذلك، فقد أخذ دور هزلياً كمدمن خمر مُعنف من قبل زوجته وأبنائه وعلاوة على ذلك فهو مغلوب على أمره جراء تصرفاتهم معه. إن شخصيته تعكس فشل كل رب أسرة في أمريكا والذين فشلوا بدورهم في توفير البيئة الأسرية المثالية وفقاً للحلم الأمريكية.
- إن سفاح المحارم والجريمة الناتجة عنه لهما دلالتان واضحتان على انهيار السد أخلاقي للأسر الأمريكية.
- شخصية القس دويس، مرتكب الفاحشة غير الموثوق به، فشلت في تحقيق الدور الذي كفله له المجتمع كقدوة حسنة، وبالتالي فهو يعكس انهيار الأخلاق والآداب في أمريكا.

## مُراد شيبارد
كان في نية شيبارد أن ينشئ قصة تعكس خيبة أمل الأمريكيين ولكن تكون في الوقت نفسه مسلية وممتعة. تعكس مسرحية الطفل المدفون مشاعر خيبة الأمل التي عمت الشعب الأمريكي من خلال جعل الأحداث تدور في سياق يمكن إدراك فحواه بسهولة ما بين عائلة مزارعين أمريكيين، إلى جانب تركيز السياق على قضايا عامة لدى الشعب وهي خيبة أملهم في أحلامهم والدور التقليدي لرب الأسرة. إن الأسلوب الذي استعمله شيبارد (ما بعد الحداثة) يتضمن السيريالية والرمزية في إطار واقعي لمأساة أسرة، وهذا الأسلوب يسمح بأداء غير متكلف على المسرح. شيبارد قادر على خلق صور في خيالات الناس من خلال السيريالية والرمزية، وكذلك إثارة وتسخير تجارب الجمهور من خلال طبيعة أسلوب ما بعد الحداثة، مع الحفاظ على رضا الجمهور من خلال عناصر الواقعية.
بعض النقاد اعتبروا المسرحية جزءاً من ثلاثية شيبارد والتي تتضمن : لعنة الفئة الجائعة، الغرب الحقيقي. والبعض الآخر اعتبرها جزءاً من خماسية شيبارد والتي تتضمن جنون في سبيل الحب، كذبة العقل.

## الأسلوب
تضمنت مسرحية الطفل المدفون على العديد من عناصر أسلوب ما بعد الحداثة كالدمج بين الأنواع الأدبية وتفكك السرديات الكبرى واستخدام المحاكاة الأدبية ومستويات النص المتنوعة.

## دمج الأنواع الأدبية
مسرحية الطفل المدفون كُتبت ضمن الإطار الواقعي وهي في الأساس عبارة عن مأساة أسرة. وعلى كل حال، فإن في المسرحية عناصر بارزة من الرمزية والسيريالية . تكوين المسرحية من ثلاثة فصول وكذلك الإطار الزمني المباشر والإطار المكاني الواقعي لها يعطيها مظهراً واقعياً عاماً. ومع هذا، فإن استخدام الرمز مثل الذرة والأمطار يعطي المسرحية طابعاً رمزياً، بينما توحي الشخصيات والتصرفات المفككة- كالدفن المتكرر لدودج-بالطابع السيريالي أو الخيالي. أما عن عنصر الفكاهة فهو أيضاً جزء أساسي من الأسلوب المستخدم في المسرحية والذي يعطيها لوناً من السخرية أو العنصر التهريجي. وكل هذه العناصر في الأسلوب تتشكل معاً لتعطي المسرحية طابعاً عاماً لما بعد الحداثة.

## ملخص الشخصيات
دودج
- سبعيني يمثل اختلال دور رب الأسرة
- مدمن خمر
- يصارع الموت
- يائس بعد قصة ابنه آنسل وجفاف حقوله
- لحقه العار جراء ولادة وقتل الطفل غير الشرعي الذي أنجبته زوجته هالي.
- دائم الجلوس والشرب ومتابعة التلفاز.

تلدن
- الابن المفقود والذي لا هدف له ولا وجهة له في حياته
- ارتكب الفاحشة مع والدته
- لحقه العار والخجل والحيرة بعد إنجاب الطفل ووفاته.
- مُعنف من قبل الشخصيات الأخرى
- يجلب المحاصيل إلى المنزل من الحقل الخلفي للمنزل

برادلي
- أخ عدائي
- فقد ساقه في حادث بالمنشار
- عاجز بعد بتر ساقه

هالي
- الزوجة والأم، في أواسط الستينات
- كثيرة المضايقة لزوجها دودج
- ارتكبت الفاحشة مع ابنها وأنجبت طفلاً / أو حفيداً.
- تخلت في السابق عن العائلة لتتسكع وتقيم علاقة غير شرعية مع دويس
- تمجد صور ابنها الميت

فينس
- ابن تيلدن
- حاز على ملكية البيت
- لم يتذكره أحد بعد عودته

شيلي
- خليلة فينس
- معارضة للبقاء في منزل جديّ فينس
- مصممة على كشف سر العائلة
- صُعقت بما اكتشفت
- مرتابة بعلاقات الأسرة

الأب دويس
- قسيس
- يستمتع بالشرب وإقامة العلاقات مع النساء
- يقيم علاقة شبه مكشوفة مع هالي.

## تاريخ العرض
عرضت مسرحية الطفل المدفون لأول مرة في مسرح ماجيك في سان فرانسيسكو في السابع والعشرين من يونيو عام 1978 بإخارج روبرت وودرف. اما عرضها الأول في نيويورك فقد كان في مسرح ذ نيو سيتي في مدينة نيويورك في التاسع عشر من أوكتوبر عام 1978.

### الممثلين في مسرح ماجيك
- دودج= جوزيف قيسترك
- هالي= كاثرين ويلس
- تيلدن= دينس لودلو
- برادلي= ويليام ام. كار
- شيلي= بيستي سكوت
- فينس= باري لين
- الأب دويس= آر.جي. فرانك

```
الممثلين في أول عرض بنيويورك
```

- دودج= ريتشارد هاميلتون
- هالي= جاكلين بروكس
- تيلدن= توم نونان
- برادلي= جي أو. ساندرز
- شيلي= ماري ماكدونل
- فينس= كريستوفر ماكان
- الأب دويس= بيل ويلي